# رادو باكليتارو
رادو باكليتارو (بالأوكرانية: Раду Віталійович Поклітару) ولد في (22 مارس 1972، كيشيناو) مصمم رقصات يعمل في أوكرانيا والعديد من البلدان الأخرى، كرم في أوكرانيا عام (2017) و الحائز على جائزة أوكرانيا الوطنية المسماة على اسم (تاراس شيفتشينكو) (2016)، وحائز على جائزة "شخصية العام" (2017)، جائزة فنان الشعب في مولدوفا (2016)، مؤسس وكبير مصممي الرقصات للمسرح الأكاديمي "باليه كييف الحديث" أستاذ قسم الرقص الحديث بجامعة كييف الوطنية للثقافة والفنون.